# الحي الإسلامي (القدس)

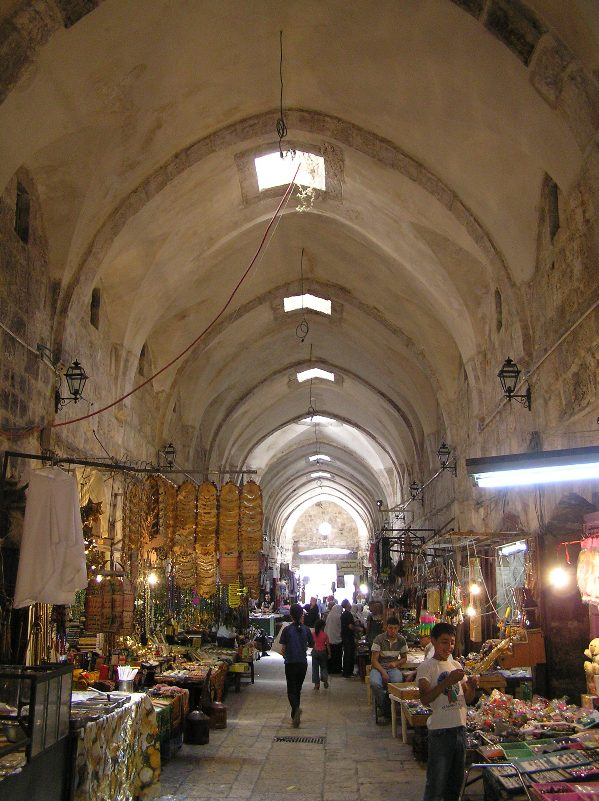
سوق القطانين في الحي الإسلامي بالبلدة القديمة.

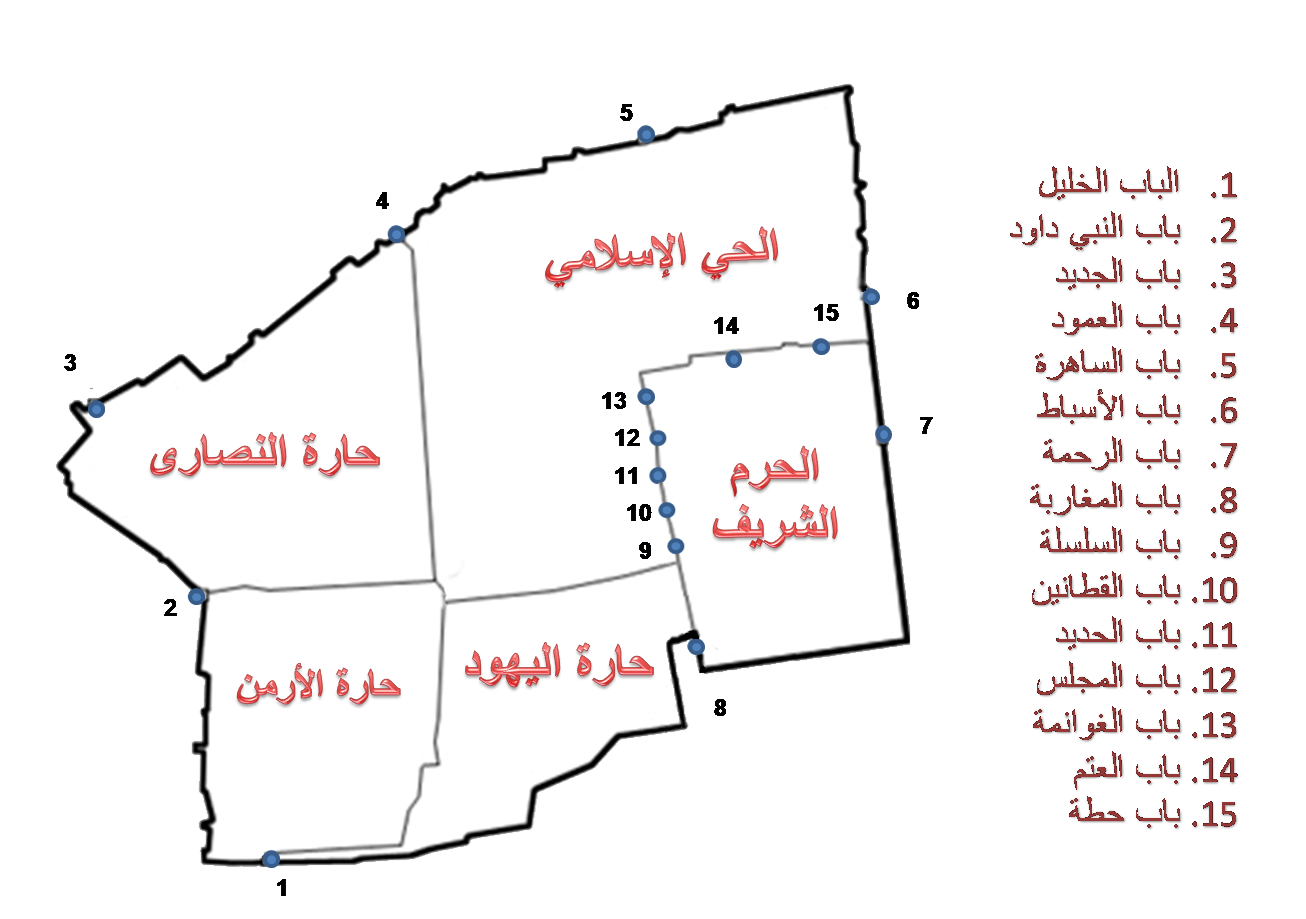
موقع الحي الإسلامي بالبلدة القديمة.

الحي الإسلامي في القدس أحد الأحياء الأربعة بالبلدة القديمة لمدنية القدس. الاحياء الثلاثة الأخرى هي حارة النصارى، حارة الأرمن، بالإضافة إلى حارة المغاربة / حارة اليهود (أقدمت إسرائيل على هدم جزء كبير منها بعد حرب 1967 لتصبح ساحة حائط البراق ويسميه اليهود «حائط المبكى».

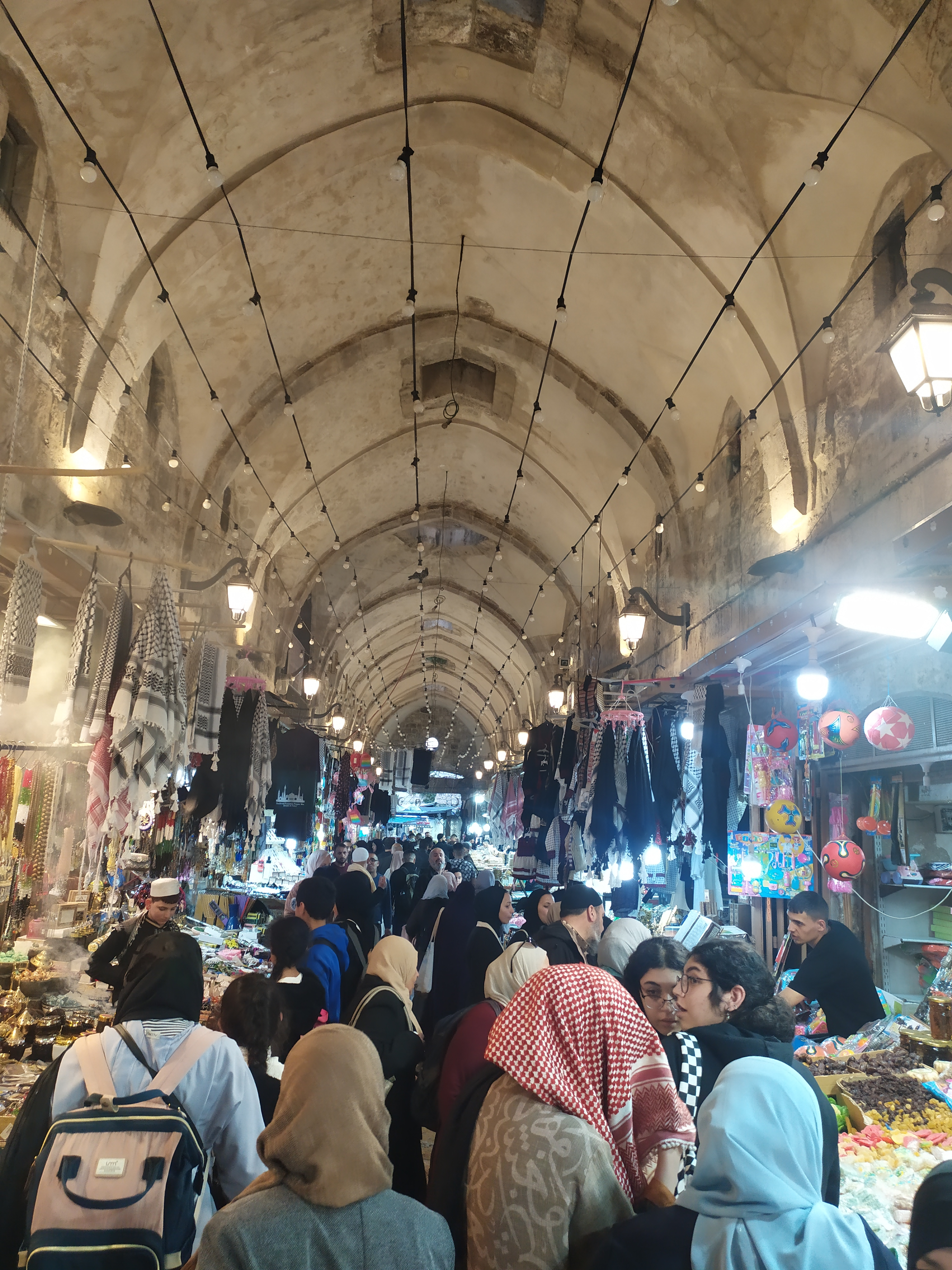
صور من أسواق البلدة القديمة في القدس في شهر رمضان المبارك

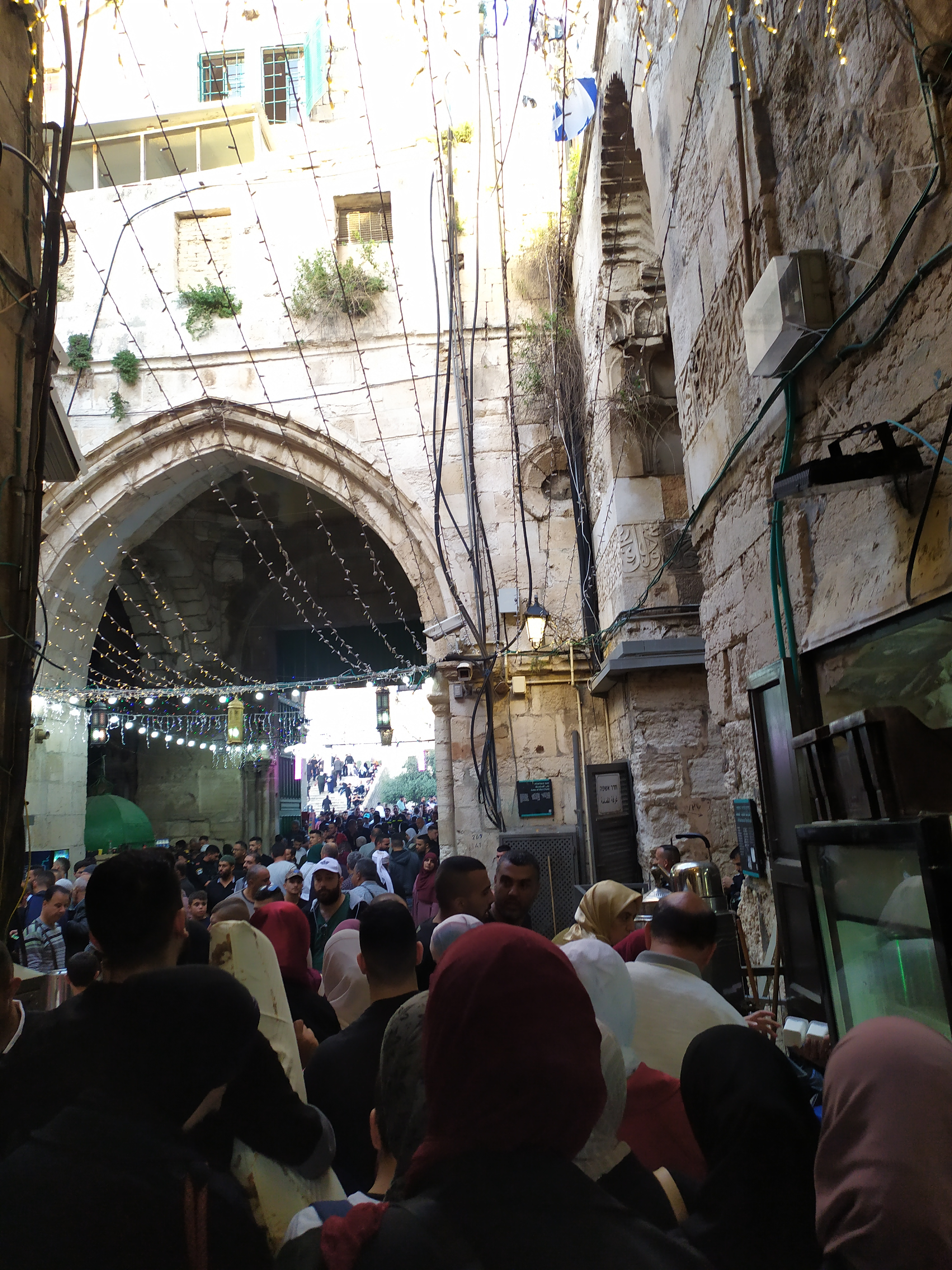
البلدة القديمة في القدس

يُعتبر الحي الإسلامي أكبر أحياء القدس القديمة وأكثرها اكتظاظا، حيث يسكنه قرابة 22,000 نسمة. يمتد من باب الأسباط في الشرق، على طول الجدار الشمالي من المسجد الأقصى في الجنوب. يتكون هذا الحي من عدة حارت، أهمها: حارة السعدية، حارة باب حطة، حارة الواد. ويمتد طريق الآلام منه.

## الأهمية
لهذا الحي أهمية كبيرة، فحاراته من الحارات المتميزة بوجود عدد كبير من مقامات الاولياء والشهداء. ويوجد به الكثير من المعالم الاثرية الإسلامية، وهي من الحارات المستهدفة جدا من الاحتلال الإسرائيلي، حيث قامت إسرائيل في هذا الحي العديد من المدارس الدينية اليهودية من خلال البيوت المصادرة، وكذلك قام رئيس الوزراء الإسرائيلي شارون بتاسيس بيت له في هذا الحي.